# ユニークショップつしま
ユニークショップつしまは北海道函館市にかつて存在した企業。
道南（渡島・檜山地方）地域を中心にスーパーマーケットを展開していたものの、2003年（平成15年）に店舗を北海道流通企画（現・道南ラルズ）に譲渡した。

## 概要

### 創業
1935年(昭和10年)対馬政治が対馬商店を創業。1976年(昭和51年)に法人化した。

### Uバリュー
商品の共同仕入、会員企業内の情報交換、PB商品の開発などの強化を目的として誕生した全国組織、株式会社JVA(ジャパン・バリュー・アソシエイツ)に参加し、1994年7月20日、そのノウハウを積極的に取り入れたフードパワーセンターUバリュー苫小牧店を開店した。

### 北海道流通企画
商品の仕入れや開発、物流の効率化、新店舗の開発・運営や新業態の開発などを目的として、1998年9月にラルズ（当時、現在の株式会社アークス）と共同出資で北海道流通企画を設立した。
1998年10月24日、つしま最大のアドマーニ美原をオープンした。初年度年商は25億円を見込み、 売場は生鮮のほか酒、ベーカリー、テナントにサッポロドラッグストアーが入店。関西などから北海道にはない魅力のある食品をラインナップ、品揃えの充実を図った。このほか、障害者や高齢者に配慮して広い通路、レジ、無料送迎バスなど福祉向けの対応を行った。また、栄養士のカロリー相談、料理教室、児童向けの見学コースを設け生活提案を訴求するとした。 

### 苫小牧から撤退
2002年、 苫小牧市内に展開していた4店のうち、2店舗をラルズ（当時、現在の株式会社アークス）に約10億円で売却した。黒字店舗もあったが遠隔で利益貢献が少なく撤退を決め、函館を中心とした道南に店舗網を集約し、経営基盤強化を目指すとした。また、当時ラルズは苫小牧には2000年開店のビッグハウス明徳店の1店舗で、全道ドミナント戦略を加速する同社にとって店舗網が手薄なエリアの一つであった。4店舗は3月いっぱい営業を続け、Uバリュー三光店と100均暮し館花園店は閉店、Uバリュー苫小牧店は4月12日にビッグハウス明野店、Uバリュー光洋店は4月26日にビッグハウス光洋店に転換された。これにより渡島、桧山管内の20店体制に縮小した。

### スーパーマーケット事業からの撤退
2003年(平成15年)11月14日、道南でも大手の参入が相次ぎ、年間売上高も2000年の約260億をピークに2003年2月期決算では、188億円に落ち込んだ。外資の参入など、競争の激化を見据え、お客さまや取引先、従業員に迷惑をかけずに済むのは今しかないと、アークスにスーパーマーケット事業を譲渡することを決めた。　同年12月に北海道流通企画へ譲渡され、店舗名は当面、ユニークショップつしまのままとし、従業員のほとんどは、再雇用された。つしまは店舗の賃貸・管理を主業務とする不動産会社として存続し、19店の半数近くに上る自家店をテナントとして貸し出すとした。2004年(平成16年)2月、株式会社北海道流通企画の出資株式をアークスへ売却。株式会社道南ラルズに商号変更し、アークスの完全子会社となった。

### 破産
しかし、その後も店舗の設備投資による債務返済が負担となっていた。2005年6月3日、メインバンクの北海道銀行から第三者破産を申し立てられ、財産の保全処分を受けた。道銀から派遣された役員を解任するなど、道銀との関係が悪化していた。負債総額は推定で約53億円。道南ラルズは2004年9月から、函館市内の数店舗でラルズマートへ名称を変更。ただ改修費の問題もあり、店名がユニークショップつしまのままの店舗も多かったが、つしまの各店舗はすでに道南ラルズに営業譲渡し、経営面で既に関係は無いため店舗経営に変わりはなく、今後は顧客に誤解のないよう、名称の変更を順次予定したいとした。7月1日、函館地裁は破産手続き開始を決定した。

## 沿革
- 1935年(昭和10年) - 対馬商店を創業。
- 1976年(昭和51年) - 法人化。
- 1998年（平成10年）9月30日  - 株式会社ラルズ[注 1]（現在の株式会社アークス）と合弁会社、株式会社北海道流通企画（現・道南ラルズ）を設立。
- 2002年 - 苫小牧市内の2店舗を株式会社ラルズ[注 1]に売却。
- 2003年（平成15年）12月 - スーパーマーケット事業を株式会社北海道流通企画へ譲渡。
- 2004年(平成16年)2月、株式会社北海道流通企画の出資株式を株式会社アークスへ売却し、アークスの完全子会社となった。
- 2005年
  - 6月3日 - 北海道銀行から第3者破産を申し立てられ、財産の保全処分を受ける。
  - 7月1日 - 函館地裁が破算手続き開始を決定。

## 店舗

### 業態
- ユニークショップつしま
- ア・ドマーニ
- Uバリュー

### ラルズへ継承された店舗
- Uバリュー苫小牧店
1994年7月20日開店[11]。継承後、2002年4月12日にビッグハウス明野店として開店[4]。2024年7月4日、改装のため一時閉店し、2024年7月18日スーパーアークスに転換[12][13]。
- Uバリュー光洋店
1996年9月15日開店[14]。継承後、2002年4月26日にビッグハウスとして開店[4]。2024年1月27日、改装のため一時閉店し、2月9日スーパーアークスに転換[15][16]。

### 道南ラルズへ継承された店舗[17]
ア・ドマーニ
- 美原店　函館市美原3丁目13番15号
2004年12月、ビッグハウスに転換。
- 白鳥店　函館市田家町16-11

ユニークショップつしま
- 本通店　函館市本通4丁目16番4号
- 赤川店 函館市美原2丁目39番1号
継承後、2004年11月閉店。現在は建物は解体され現存していないが、2009年に「ヤマハミュージック函館店」が新築開業した。
- 港町店 函館市港町1丁目23番1号
継承後、ラルズマートに転換。2006年9月閉店し、スーパーアークス港町店（2007年9月開店）にスクラップアンドビルド。
- 桔梗店 函館市桔梗3丁目29番3号
継承後、ラルズマートに転換。2016年9月閉店し、ホクレンショップ七飯店跡に、スーパーアークス七飯サウス店（七飯町、2016年9月22日開店）としてスクラップアンドビルド[18]。跡地は現在ツルハドラッグ桔梗店が入居。
- 日乃出店 函館市日乃出町17番8号
2004年9月、ラルズマートに転換[19]。2022年8月22日閉店し、スーパーアークス千代台店（2022年9月9日開店）にスクラップアンドビルド。跡地は水産商品の製造センターとすることが計画されている。
- 戸倉店　函館市戸倉町155番1号　
スーパーアークス戸倉店（2008年7月19日開店）にスクラップアンドビルド[20]。
- 七飯店 亀田郡七飯町鳴川177番地[注 2]
継承後、ラルズマートに転換。2015年11月閉店し、スーパーアークス七飯店（2015年11月20日開店）にスクラップアンドビルド。跡地は現在、ツルハドラッグ七飯鳴川店[21]。
- 大野店 - 亀田郡大野町本町22番4号[注 3]
- 久根別店 上磯郡上磯町久根別1の26の16 [注 4]
- 松前店 松前郡松前町建石49番43号
- 森店 茅部郡森町字御幸町2の5

2004年6月、ラルズマートに転換。
- 木古内店 上磯郡木古内町本町124-1
- 八雲店 山越郡八雲町豊河町34番25号[注 5]
- 長万部店 - 山越郡長万部町字長万部452
- 江差店 - 桧山郡江差町字橋本町142

つしま100円暮し館
- 上湯川店 函館市上湯川町47番13号
継承後、2005年11月閉店。
- 松風店 函館市東雲町18-13
継承後、2005年12月閉店。

### 閉店した店舗
函館地区
- 富岡店　函館市富岡町1丁目23-1
2001年ごろに閉店。跡地はサッポロドラッグストアーを経て、美容室となっている。

- テーオー店　テーオーデパート1階
1984年9月13日開店[22]。

苫小牧地区
- Uバリュー三光店
跡地はサッポロドラッグストアー三光店となった[23]。その後2011年3月にTSUTAYA苫小牧三光店となったが、2021年1月11日移転のため閉店[24]。2021年3月31日にサンドラッグ苫小牧三光店が開店した[25]。

- 100均暮し館1号館 苫小牧市花園町3丁目13番15号[26]